# Gan Le'ummi Mamshit
Gan Le'ummi Mamshit (hebreiska: גן לאומי ממשית) är en nationalpark i Israel.   Den ligger i distriktet Södra distriktet, i den sydöstra delen av landet. Gan Le'ummi Mamshit ligger 473 meter över havet.